# Драго Јовановић
Драго Јовановић био је пјесник и романсијер. Рођен је у Челопеку код Зворника 1945. године.

## Биографија
Студиј југословенских књижевности завршио је на Филозофском факултету у Сарајеву. Радио је као професор на Радничком универзитету у Сарајеву. У Француској је радио као лектор српскохрватског језика на универзитету у Екс-ан-Прованс. По повратку из Француске радио је у Радио Сарајеву као уредник.По избијању рата,1992 напушта земљу.